# Guidobaldo II. della Rovere

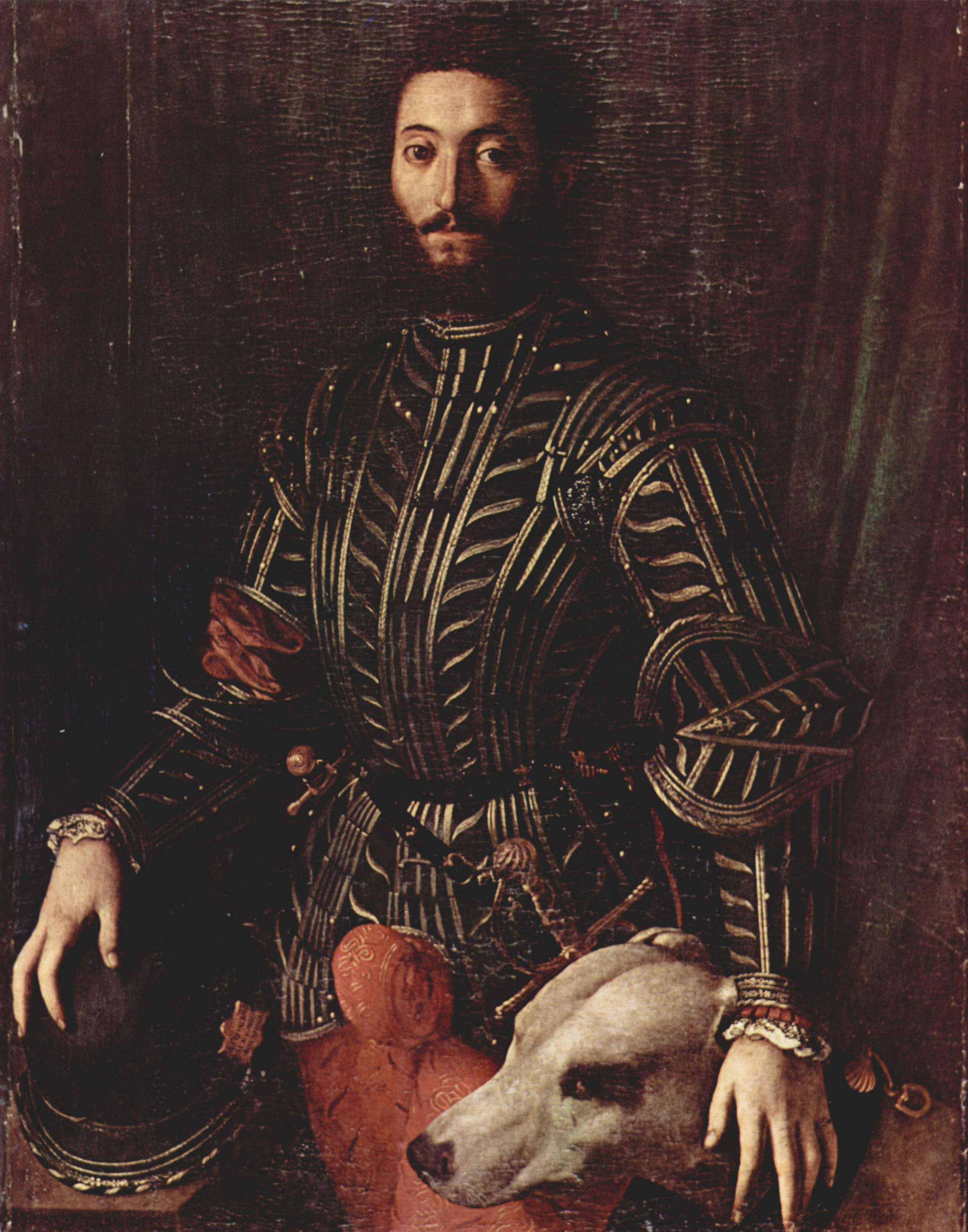
Guidobaldo II della Rovere, Porträt von Angelo Bronzino

Guidobaldo II. della Rovere (* 2. April 1514 in Urbino; † 28. September 1574 in Pesaro) war fünfter Herzog von Urbino, Sohn von Francesco Maria I. della Rovere und Eleonore von Gonzaga.

## Leben
1532 nahm Guidobaldo heimlich an der Heerschau aller Truppen der Republik Venedig teil, deren Oberbefehlshaber sein Vater Francesco Maria war. Er verliebte sich in Clarice Orsini, eine Tochter von Giordano Orsini, musste aber auf Druck seines Vaters als 20-Jähriger im Oktober 1534 die erst elfjährige Giulia da Varano (1523–1547), Erbtochter von Giovanni Maria da Varano, Herzog von Camerino, heiraten, um den Einflussbereich der Della Rovere in den Marken auszudehnen.
So war Guidobaldo bereits Herzog von Camerino, als er nach dem Tod seines Vaters im Oktober 1538 die Herrschaft über das Herzogtum Urbino übernahm. Papst Paul III. war entschieden gegen die Heirat von Guidobaldo und Giulia da Varano aufgetreten, hatte sich aber in dieser Angelegenheit nicht gegen Guidobaldos Vater durchsetzen können. Nach dem Ableben von Francesco Maria I. della Rovere ging er energisch vor, exkommunizierte Guidobaldo und bereitete sich auf einen Krieg vor. Der in die Enge getriebene Herzog ließ sich 1539, ohne eine militärische Konfrontation zu wagen, zum Verzicht auf die Regierungsausübung in Camerino bewegen, als ihm dafür die Anerkennung seiner Herrschaft über Urbino und die Überweisung einer Geldsumme von 78.000 Scudi angeboten wurde.
Im Februar 1547 starb Giulia da Varano, mit der Guidobaldo die Tochter Virginia (1544–1571)  hatte. Ein knappes Jahr später heiratete er im Januar 1548 in zweiter Ehe Vittoria Farnese, Tochter des Herzogs Pier Luigi Farnese von Parma und Enkelin Papst Pauls III. Durch diese dynastische Verbindung kam es zu einer Annäherung zwischen Guidobaldo und Paul III. Die Einheirat in die Papstfamilie brachte dem Herzog von Urbino verschiedene Vorteile, u. a. die Ernennung seines jüngeren Bruders Giulio della Rovere  zum Kardinal (1548) und eine erweiterte Investitur über Urbino.
War Guidobaldo bereits 1529 in venezianische Dienste getreten, so verringerte sich diese Verbindung nach seiner Vermählung mit Vittoria Farnese, da er nun seine Politik mehr nach Rom ausrichtete und auch nicht die militärische Erfahrung seines Vaters besaß, so dass Venedig ihm nur die wenig attraktive Aufgabe des Schutzes von Verona übertrug. 1552 beendete er daher sein kriegerisches Engagement für die Serenissima, erhielt aber bald danach von Papst Julius III. das Amt des Generalkapitäns der päpstlichen Armee und damit eine neue wichtige Verdienstmöglichkeit. 1555 wurde er durch Julius III. zum Präfekten Roms ernannt, eine Funktion, die auch schon sein Vater bekleidet hatte.
Kurzzeitig trat Guidobaldo auch in den Dienst des französischen Königs Heinrich II. Enger gestalteten sich seine Beziehungen zur Adelsfamilie der Gonzaga, die loyal zu den Habsburgern hielt und mit der Guidobaldo über seine Mutter verwandtschaftliche Bande hatte. Doch sein hauptsächlicher außenpolitischer Bezugspunkt blieb zunächst weiterhin das Papsttum. 1560 vermochte er seine Tochter Virginia mit Federico Borromeo, einem Verwandten des Papstes Pius IV., zu verehelichen. Ab der Mitte der 1560er Jahre verschob er seine dynastische Orientierung in Richtung einer engeren Anbindung an König Philipp II. von Spanien, dessen Generalkapitän der Streitkräfte im Königreich Neapel er bereits seit 1558 war. Entsprechend wurde Guidobaldo auch 1560 Mitglied des Ordens vom Goldenen Vlies. 1566 schickte er seinen Sohn und Thronfolger Francesco Maria (II.) zur Erziehung an den spanischen Hof.
An seinem Hof in Pesaro leistete sich Guidobaldo eine teure und repräsentative Hofhaltung. Er versammelte hier die ausgezeichnetsten Geister seiner Zeit, legte eine Sammlung von Kunstschätzen an und entfaltete großen Glanz. Unter anderem berief er Bernardo Tasso an seinen Hof, dessen Sohn Torquato Tasso hier seinen Amadis abschrieb. Zur Verherrlichung der Hofhaltung trugen auch geistreiche Frauen viel bei. Unter ihnen ragte insbesondere Lucrezia d’Este hervor, die 1570 Guidobaldos Sohn Francesco Maria (II.) – allerdings gegen dessen Willen – angetraut wurde. Durch sie war Tasso an diesen Hof gezogen worden, der gleich Ferrara für einen Mittelpunkt des literarischen und poetischen Lebens in Italien galt.
Innenpolitisch waren die Beziehungen Guidobaldos vor allem zu der Bevölkerung der alten Hauptstadt seines Herzogtums, Urbino, gespannt. Schon die unter seinem Vater erfolgte Verlegung der Residenz nach Pesaro hatten die Urbinaten missbilligt, da sie dadurch bedeutender Vorrechte verlustig gegangen waren. Zudem musste Guidobaldo zur Finanzierung seiner teuren Hofhaltung die Steuern deutlich anheben. So kam es zu einer Revolte der Urbinaten gegen ihn. Durch Vermittlung Papst Gregors XIII. wurde der Streit 1573 zugunsten des Herzogs geschlichtet. Guidobaldo reagierte mit Hinrichtungen und Enteignungen seiner Opponenten, um die Zügel der Regierung wieder fest in seinen Händen zu halten. Ohne freilich hierdurch eine Aussöhnung mit den Urbinaten erreicht zu haben, starb Guidobaldo am 28. September 1574 im Alter von 60 Jahren in Pesaro.

## Familie und Nachkommen
Mit Giulia da Varano hatte Guidobaldo II. della Rovere eine Tochter:
- Virginia della Rovere (* 1544; † 1571)

⚭ 1.) 1560 Federico Borromeo († 1562), Herzog von Camerino. Herr von Oria und Graf von Arona,
⚭ 2.) 1564 Ferdinando Orsini († 1589), Herzog von Gravina
Aus der Ehe von Guidobaldo und seiner zweiten Gemahlin Vittoria Farnese gingen drei Kinder hervor:
- Francesco Maria II. della Rovere (* 20. Februar 1549; † 23. April 1631), letzter Herzog von Urbino, 6. Herzog von Sora und Acre

⚭ 1.) 19. Januar 1570 Lucrezia d’Este (* 1535; † 1598), Principessa di Ferrara, Modena und Reggio, Tochter von Herzog Ercole II. d’Este und der Renée de France
⚭ 2.) 26. April 1599 Livia della Rovere (* 1585; † 1641), Tochter von Ippolito della Rovere, 1. Marchese di San Lorenzo in Campo
- Isabella della Rovere (* 1550; † 6. Juli 1619)

⚭ 1565 Niccoló Bernardino Sanseverino (* 1541; † 1606), 6. Principe di Bisignano, 2. Herzog von San Pietro in Galatina, 7. Herzog von San Marco
- Lavinia della Rovere (* 16. Januar 1558; † 7. Juni 1632), Principessa di Urbino

⚭ 5. Juni 1583 Alfonso Felice d’Avalos d´Aquino d´Aragona (* 1564; † 1593), 3. Principe di Francavilla, Marchese del Vasto e di Pescara, Conte di Monteodorisio